# Руперт Еверет
Руперт Еверет (енгл. Rupert Everett) је британски глумац, рођен 29. маја 1959. године у Норфокy (Енглеска).